# Деркачівська сотня
Деркачівська сотня — адміністративно-територіальна і військова одиниця Сумського полку Слобідської України.
Сотенний центр — слобода Деркачівка (тепер село Недригайлівського району Сумської області).

## Історія
Осаджена українськими переселенцями в 1652–1654 на лівому березі річки Терн при самому кордоні з Гетьманщиною. 1674–1675 мешканці слободи прийняті на службу до Сумського слобідського козацького полку, а території новоутвореної сотні увійшла до складу Сумського полку. Виокремленою сотнею була нетривалий період — станом на 1747 остаточно відійшла до складу Недригайлівської сотні.
Імена сотників невідомі. Частково збереглися імена місцевої старшини до утворення самої сотні.

### Дані краєзнавців
Деркачівська сотня мала на прапорі архангела, який вбиває змія. З 1747 року деркачівські козаки відбували службу в недригайлівській сотні, оскільки на той час їх налічувалося не більше двох десятків. Відповідно до «Ведомости учиненной в Сумской полковой канцелярии» станом на 1755 в Недригайлівській сотні проходили службу сотник Василь Кондратьєв та з «походных чинов» — один хорунжий, один отаман, два осавули та 44 козаки. До недригайлівської сотні були приписані 20 козаків з «села Деркачи».

## Старшини
- Мороз Григорій (1674–1675) — отаман;
- Шульга Ф.[едір] (?-1677-?) — отаман;
- Васильєв.